# Assentamento Shaker de Union Village

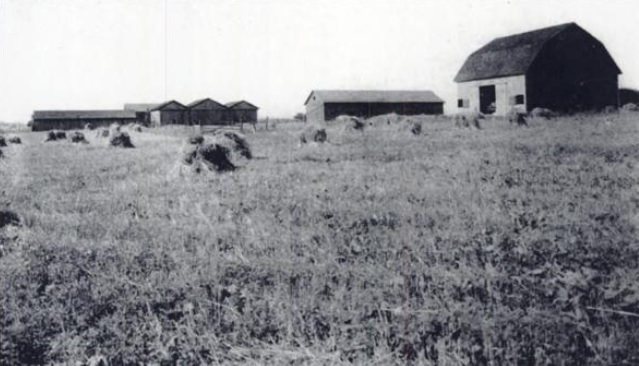
Celeiros no lote West Family, no assentamento Shaker de Union Village, 1916

O Assentamento Shaker de Union Village era uma vila organizada por Shakers em Turtlecreek Township, Warren County, Ohio.

## Assentamento Shaker
O Assentamento Shaker de Union Village era uma comunidade de Shakers fundada em Turtle Creek, Ohio, em 1805. Os primeiros líderes enviados pelo Ministério central dos Shakers em New Lebanon, Nova York, incluíram o Élder David Darrow (1750-1825), que começou a evangelizar em 1805, e Eldress Ruth Farrington (1763-1821), que chegou em 1806 para ajudar a estabilizar a nova sociedade Shaker. Um prosélito precoce e influente foi Richard McNemar (1770-1839), que foi uma figura central entre os Shakers ocidentais por muitos anos.

## Membros iniciais
Os crentes de Turtlecreek assinaram seu primeiro pacto em março de 1810. Os signatários, separados de acordo com o sexo, incluíam esses irmãos: David Darrow, Daniel Mosely, Solomon King, Peter Pease, Archibald Meacham, Benjamin Seth Youngs, Issachar Bates, Elisha Dennis, Barachah Dennis, Ross Morrell, James Hodges, Nathan Sharp e Henry. Morrell, John Carson e Joseph Lockwood.
As irmãs que assinaram o pacto foram Ruth Farrington, Molly Goodrich, Ruth Darrow, Lucy Bacon, Rachel Johnson, Hortency Goodrich, Martha Sanford, Edith Dennis, Eunice Bedle, Caty Rubert, Susanna Liddil, Polly Thomas, Jenny McNemar, Polly Davis e Hannah. Carson, Rachel Duncan, Rachel Dennis e Phebe Lockwood.

## Ministério do Bispado de Ohio
Até 1910, Union Village era o bispado, ou unidade governamental, de outras aldeias Shaker em Ohio, incluindo o Whitewater Shaker Settlement e a vila Watervliet Shaker. Depois de 1862, o assentamento de Shaker em North Union também passou a ser administrado por Union Village. Depois de 1889, o ministério do bispado de Union Village supervisionou todas as sociedades em Kentucky e Ohio.
Os abanadores eram liderados por equipes equilibradas por gênero, de anciãos e cotovelos. Esses indivíduos foram sugeridos por consenso local e sua seleção foi aprovada pelo Ministério central dos Shakers no Novo Líbano, Nova York. Todo ministério do bispado deveria supervisionar as sociedades Shaker sob sua jurisdição e vigiar os líderes de todas as famílias, mas esse sistema nem sempre funcionava conforme o esperado (ver Joseph Slingerland, abaixo).
| Componentes do Ministério de Ohio | Componentes do Ministério de Ohio                                   | Componentes do Ministério de Ohio                                                                                  | Componentes do Ministério de Ohio |
| Ano                               | Pessoas                                                             | Observações | Rodapé                            |
| --------------------------------- | ------------------------------------------------------------------- | --- | --------------------------------- |
| 1812-1821                         | - David Darrow - Solomon King - Ruth Farrington - Racel Johnson     | David Darrow e seu assistente Solomon King foram os anciãos do bispado de Ohio.                                    | [ 5 ]                             |
| 1830                              | - Solomon King - Joshua Worley - Rachel Johnson - Nancy McNemar     | Solomon King e seu assistente Joshua Worley no lado dos irmãos, e Rachel Johnson e Nancy McNemar no lado das irmãs | [ 6 ]                             |
| 1836-1837                         | - Freegift Wells - Betsey Hastings - Sally Sharp                    | | [ 7 ]                             |
| 1840                              | - Freegift Wells - Betsy Hastings - John Martin - Sally Sharp       | John Martin e Sally Sharp eram os assistentes.                                                                     | [ 8 ]                             |
| 1852                              | - John Martin - William Reynolds - Sally Sharp - Naomi Legier       | | [ 9 ]                             |
| 1860                              | - Aaron Babbit - Sally Sharp - Peter Boyd - Naomi Ligier            | Aaron Babbit e Sally Sharp lideraram o ministério do bispado de Ohio, assistidos por Peter Boyd e Naomi Ligier.    | [ 10 ]                            |
| 1864                              | - Aaron Babbitt - Cephas Holloway - Sally Sharp - Naomi Legier      | | [ 11 ]                            |
| 1875                              | - William Reynolds - Amos Parkhurst - Naomi Legier - Adaline Wells. | | [ 12 ]                            |
| 1881                              | - Matthew Carter - Oliver Hampton - Louisa Farnham - Adaline Wells  | Eles ainda estavam no cargo em 1887.                                                                               | [ 13 ] [ 14 ]                     |

## Declínio da Associação
Em 1818, Union Village era um dos maiores assentamentos Shaker, com uma população acima de 600, mas na década de 1830 havia uma redução significativa no número de adultos, que foi exacerbada em 1838 e 1839 devido a conflitos entre os membros por questões ideológicas. diferenças e acusações durante os primeiros anos do trabalho de Madre Ann, também chamadas de Era das Manifestações.
Quando o número de membros diminuiu, o Élder Oliver C. Hampton (1817-1901) começou a publicar obras espirituais e poesia sobre a seita Shaker para atrair pessoas para a seita. Mesmo assim, na década de 1870, a comunidade não tinha membros adultos suficientes para realizar o trabalho necessário para apoiar as fazendas e indústrias da vila, que incluíam fabricação de vassouras, sementes de jardins, ervas medicinais e extratos.

## Anos depois
Na década de 1880, contrariamente às leis milenares de Shaker, elas estavam cada vez mais endividadas. Por volta de 1882, James Fennessey ingressou na comunidade e logo implementou um plano para alugar terras aos agricultores para criar um fluxo de receita. Em 1892, o sítio de North Union foi vendido por US$ 316.000, destinado a pagar as dívidas contraídas nas duas décadas anteriores. O dinheiro foi mal administrado, no entanto, por Joseph Slingerland. Ele gastou cerca de US$ 500.000 em compras, melhorias e reformas de propriedades, incluindo a construção de um escritório de curadores ornamentado, agora chamado Marble Hall. Ao contrário da prática da Shaker, a Slingerland hipotecou o local da Shaker em Watervliet, Ohio, para compensar as despesas e dívidas. Fennessey tornou-se curador e, em 1902, retirou Slingerland do ministério de Ohio e entrou com uma ação contra ele e uma ação judicial. Em 1908, o ministério Union Village estava livre de dívidas.
Em 1898, o Élder Oliver Hampton tentou criar um assentamento na Geórgia em White Oak, para criar impulso para o esforço de sinalização. No entanto, Hampton morreu em uma visita lá, e com sua morte chegou o fim do novo assentamento.
Centenas se juntaram aos Shakers, que acreditavam que Cristo já havia aparecido pela segunda vez na persona da Madre Ann Lee. O impacto dos "advogados" foi maior nas aldeias Shaker em Union Village e Whitewater, Ohio, Harvard, Massachusetts, e Canterbury, New Hampshire . Alguns permaneceram Shakers pelo resto de suas vidas; outros saíram após um curto período de tempo.

## Wisdom's Paradise
Em dezembro de 2004, o senador dos Estados Unidos de Ohio, Rob Portman e Cheryl Bauer publicou um livro na comunidade Shaker do século XIX, em Union Village. O livro foi intitulado "Paraíso da Sabedoria: Os Abanadores Esquecidos da Union Village". No final do décimo segundo capítulo, "Um Sábado Eterno, Uma Paz Inquieta", Portman resume os aspectos duplos dos impactos de Shaker no final de seu modo de vida em Union Village, pois aquecem a cultura mundial dominante e prejudicam a ordem estabelecida há muito tempo:
Intencional ou involuntariamente, os crentes estavam influenciando a sociedade de várias maneiras. Pouco a pouco, eles estavam se tornando mais parecidos com os vizinhos. A tendência os tornou mais aceitáveis para a sociedade, mas, em retrospecto, pode ter contribuído para sua morte no condado de Warren. Nos assuntos econômicos, eles adaptaram cada vez mais os métodos do mundo: contrair empréstimos, usar técnicas de marketing de massa. Essas estratégias às vezes comprometiam os princípios inerentes de auto-suficiência e modéstia dos Shakers. Os crentes não eram mais o grupo radical que atraía pessoas que ansiavam por um tipo diferente de fé; eles estavam se tornando parte da sociedade dominante.

## Instituições correcionais
A Instituição Correcional do Líbano e a Instituição Correcional Warren, que são adjacentes umas às outras, foram construídas em terras que haviam sido parte do Assentamento Shaker.